# Blockhead
Blockhead, de son vrai nom James Anthony « Tony » Simon, né à Manhattan, New York, est un producteur de hip-hop américain. En dehors de ses compositions solo sur le label Ninja Tune, il produit pour Aesop Rock, rappeur du label de hip-hop indépendant Definitive Jux. Durant sa carrière, il travaille aux côtés de rappeurs tels que S.A. Smash, Slug, Mike Ladd et Murs. Il est également membre et cofondateur du groupe de comedy rap Party Fun Action Committee.

## Biographie
Simon est né et a grandi à Manhattan, dans la ville de New York. Il est le fils de Sidney Simon, un sculpteur local reconnu,  et Renee Adriance, une assistante sociale. Il a un frère et cinq sœurs,. Dès le jeune âge, il éprouve un intérêt pour le hip-hop aussi bien musicalement que dans les paroles. Adolescent, lui et ses amis forment un groupe appelé Overground dans lequel Simon fait pour la première fois de la musique. MC aspirant, Il étudie à l'Université de Boston en 1994. Il n'y reste pendant une année, durant laquelle sa carrière musicale commence réellement lorsqu'il fait la rencontre d'Aesop Rock, étudiant dans la même université. À cette période, Simon met de côté ses envies d'être un MC et se consacre à la production musicale. Blockhead fournit la majeure partie des beats pour Aesop, comme pour par exemple les albums Earthworms (1997) et Appleseed (1999) d'Aesop, et son propre premier album, Float. Il publie Float en août 1999 au label Mush Records,.
En 2001, Mush publie la première beat tape de Blockhead, Blockhead's Broken Beats. Blockhead continue à produire pour Aesop lorsque le MC signe avec le label new-yorkais Def Jux en 2000. Après la publication de l'album d'Aesop, Labor Days, pour lequel Blockhead produit neuf chansons, la presse spécialisée et le public félicite leur travail. Ils publient ainsi ensemble l'EP Daylight l'année suivante, en 2002. Grâce à ce succès, Blockhead commence à percer en solo. Il forme un duo de comedy rap appelé Party Fun Action Committee avec son vieil ami Jeremy Gibson, alias Jer. Ils publient leur premier album, Let's Get Serious, sur Def Jux en 2003 ; il fournit également les beats pour quelques-uns de ses collègues au label comme Murs, Hangar 18, et Cage. Cependant, concernant ses travaux en solo, il décide d'aller voir chez un autre label, qui sera Ninja Tune. Le premier album solo de Blockhead, l'EP intitulé Insomniac est publié le 7 octobre 2003,. l'EP suit de l'album downtempo Music by Cavelight le 23 mars 2004, et de Downtown Science, en 2005.
Sa collaboration avec Aesop s'étend considérablement durant cette période,  jusqu'à la publication de l'album None Shall Pass de ce dernier. Cette même année, Ninja Tune publie le troisième album de Blockhead, Uncle Tony's Coloring Book, plus uptempo (rapide) que ses précédents albums. Son album Interludes After Midnight est publié en 2012. Il revient en 2014 avec son album Bells and Whistles.

## Discographie

### Albums studio
- 2004 : Music by Cavelight
- 2005 : Downtown Science
- 2007 : Uncle Tony's Coloring Book
- 2009 : The Music Scene
- 2012 : Interludes After Midnight
- 2014 : Bells and Whistles
- 2017 : Funeral Balloons
- 2019 : Free Sweatpants
- 2019 : BUBBLE BATH

### Productions
- Appleseed (autoproduit par Aesop Rock, 1999)
- Float (Mush Records, août 2000)
- Labor Days (Definitive Jux, 18 septembre 2001)
- Daylight (Definitive Jux, 5 février 2002)
- [Bazooka Tooth (Definitive Jux, 23 septembre 2003)
- Aesop Rock Instrumentals 12" (Ninja Tune, 24 mars 2004)
- Fast Cars, Danger, Fire and Knives (Definitive Jux, 14 juin 2005)
- None Shall Pass (Definitive Jux, 28 août 2007)

### Collaborations
- 2013 : Dour Candy (avec Billy Woods)[7]
- 2013 : Capture the Sun (avec Illogic)

### Singles et maxis
- 2003 : Insomniac Olympics
- 2004 : Sunday Seance / Jet Son
- 2005 : Expiration Date
- 2006 : Alright
- 2007 : Nobody's Smiling (avec DJ Signify)

### Albums éditions limitées
- 2001 : Broke Beats
- 2004 : The Block Is Hot
- 2005 : Block In The Box
- 2005 : The Block Is Hot Pt. 2
- 2007 : Peanuts In Your Mouth